# Ponerorchis renzii
Ponerorchis renzii là một loài thực vật có hoa trong họ Lan. Loài này được Deva & H.B.Naithani miêu tả khoa học đầu tiên năm 1986.